# A Lyga 2018
La A Lyga 2018 fue la edición número 29 de la A Lyga. La temporada comenzó el 24 de febrero y terminó el 11 de noviembre. El Sūduva conquistó su segundo título,

## Sistema de competición
Los equipos jugaron entre sí, todos contra todos, cuatro veces, totalizando 28 partidos cada uno. Al término de la Fase regular, los seis primeros se clasificaron al Grupo campeonato. El último clasificado descendió a la 1 Lyga, mientras que el penúltimo clasificado jugó el Play-off de relegación contra el subcampeón de la 1 Lyga 2018 el cual determinó cual de los dos jugará en la A Lyga la próxima temporada.
Los seis equipos que se clasificaron al Grupo campeonato jugarán entre sí, todos contra todos, dos veces, totalizando 10 partidos más cada uno. Los resultados obtenidos en esta fase se sumaron a los obtenidos en la anterior. Al final de las 38 jornadas, el primer clasificado obtuvo acceso a la primera ronda de la Liga de Campeones 2019-20. El segundo y tercer clasificado obtuvieron pase para la primera ronda de la Liga Europea 2019-20.
Un tercer pase para la Liga Europea 2019-20 fue asignado al campeón de la Copa de Lituania.

## Equipos participantes
| Equipo         | Ciudad         | Estadio                       | Capacidad |
| -------------- | -------------- | ----------------------------- | --------- |
| Atlantas       | Klaipėda       | Klaipėdos centrinis stadiomas | 4.000     |
| Jonava         | Jonava         | Estadio Central de Jonava     | 3.000     |
| Kauno Žalgiris | Kaunas         | Darius and Girėnas Stadium    | 9.800     |
| Palanga        | Palanga        | Centrinis stadionas           | 1.400     |
| Sūduva         | Marijampolė    | ARVI Arena                    | 6.250     |
| Stumbras       | Kaunas         | Darius and Girėnas Stadium    | 9.800     |
| Trakai         | Vilnius/Trakai | Estadio LFF                   | 5.400     |
| Žalgiris       | Vilnius        | Estadio LFF                   | 5.400     |

### Ascensos y descensos
| Pos. | Ascendido de 1 Lyga 2017 |
| ---- | ------------------------ |
| 1    | Palanga - sin efecto     |

| Pos. | Descendido de A Lyga 2017 |
| ---- | ------------------------- |
| 6    | Utenis - sin efecto       |

## Fase regular

### Clasificación
| Pos. | Equipo         | Pts. | PJ | G  | E | P  | GF | GC | Dif. | Clasificación 2018           |
| ---- | -------------- | ---- | -- | -- | - | -- | -- | -- | ---- | ---------------------------- |
| 1    | Sūduva         | 67   | 28 | 21 | 4 | 3  | 59 | 16 | +43  | Ronda por el campeonato      |
| 2    | Žalgiris       | 62   | 28 | 19 | 5 | 4  | 60 | 20 | +40  | Ronda por el campeonato      |
| 3    | Stumbras       | 45   | 28 | 13 | 6 | 9  | 36 | 25 | +11  | Ronda por el campeonato      |
| 4    | Trakai         | 42   | 28 | 11 | 9 | 8  | 37 | 26 | +11  | Ronda por el campeonato      |
| 5    | Kauno Žalgiris | 35   | 28 | 10 | 5 | 13 | 22 | 31 | −9   | Ronda por el campeonato      |
| 6    | Atlantas       | 23   | 28 | 6  | 5 | 17 | 26 | 55 | −29  | Ronda por el campeonato      |
| 7    | Palanga (O)    | 20   | 28 | 5  | 5 | 18 | 17 | 58 | −41  | Promoción por la permanencia |
| 8    | Jonava         | 19   | 28 | 4  | 7 | 17 | 24 | 50 | −26  | Descenso a la I Lyga 2019    |

Actualizado a los partidos jugados el 24 de octubre de 2018.
 Fuente: Soccerway

### Tabla de resultados cruzados
| Local \ Visitante | ATL | JON | KŽA | PAL | STU | SŪD | TRA | ŽAL |
| ----------------- | --- | --- | --- | --- | --- | --- | --- | --- |
| Atlantas          | —   | 1–0 | 0–1 | 1–1 | 0–0 | 0–3 | 0–2 | 2–5 |
| Jonava            | 1–1 | —   | 0–1 | 4–0 | 0–2 | 0–0 | 0–0 | 1–2 |
| Kauno Žalgiris    | 2–3 | 1–0 | —   | 0–0 | 0–1 | 0–3 | 1–4 | 0–0 |
| Palanga           | 0–2 | 1–1 | 1–0 | —   | 0–2 | 0–2 | 1–1 | 1–2 |
| Stumbras          | 0–2 | 4–0 | 0–2 | 0–1 | —   | 0–1 | 0–2 | 0–0 |
| Sūduva            | 2–1 | 4–2 | 4–1 | 2–0 | 2–0 | —   | 0–0 | 0–0 |
| Trakai            | 0–1 | 1–1 | 2–0 | 3–1 | 1–1 | 1–4 | —   | 0–1 |
| Žalgiris          | 3–1 | 1–2 | 2–0 | 4–0 | 1–1 | 2–3 | 3–2 | —   |

| Local \ Visitante | ATL | JON | KŽA | PAL | STU | SŪD | TRA | ŽAL |
| ----------------- | --- | --- | --- | --- | --- | --- | --- | --- |
| Atlantas          | —   | 1–1 | 0–1 | 1–1 | 1–3 | 2–5 | 0–2 | 1–5 |
| Jonava            | 2–1 | —   | 0–2 | 3–1 | 1–3 | 1–2 | 1–3 | 0–6 |
| Kauno Žalgiris    | 4–0 | 1–1 | —   | 2–0 | 0–2 | 1–0 | 1–1 | 0–1 |
| Palanga           | 2–0 | 3–1 | 0–1 | —   | 1–5 | 1–4 | 1–0 | 0–5 |
| Stumbras          | 2–1 | 3–0 | 0–0 | 2–0 | —   | 1–2 | 1–0 | 0–2 |
| Sūduva            | 3–0 | 2–0 | 1–0 | 5–0 | 3–0 | —   | 0–0 | 0–1 |
| Trakai            | 1–2 | 1–0 | 1–0 | 3–0 | 2–2 | 1–2 | —   | 1–0 |
| Žalgiris          | 3–1 | 2–1 | 4–0 | 2–0 | 0–1 | 1–0 | 2–2 | —   |

## Grupo campeonato

### Clasificación
| Pos. | Equipo         | Pts. | PJ | G  | E | P  | GF | GC | Dif. | Clasificación 2019–20                 |
| ---- | -------------- | ---- | -- | -- | - | -- | -- | -- | ---- | ------------------------------------- |
| 1    | Sūduva (C)     | 77   | 33 | 24 | 5 | 4  | 72 | 20 | +52  | Primera ronda de la Liga de Campeones |
| 2    | Žalgiris       | 75   | 33 | 23 | 6 | 4  | 70 | 23 | +47  | Primera ronda de la Liga Europa       |
| 3    | Trakai         | 51   | 33 | 14 | 9 | 10 | 46 | 29 | +17  | Primera ronda de la Liga Europa       |
| 4    | Stumbras       | 51   | 33 | 15 | 6 | 12 | 45 | 35 | +10  |                                       |
| 5    | Kauno Žalgiris | 39   | 33 | 11 | 6 | 16 | 29 | 41 | −12  | Primera ronda de la Liga Europa       |
| 6    | Atlantas       | 24   | 33 | 6  | 6 | 21 | 28 | 75 | −47  |                                       |

Actualizado a los partidos jugados el 11 de noviembre de 2018.
 Fuente: Soccerway
Notas:
1. 1 2  Tras ganar la Copa de Lituania, el Žalgiris  obtiene una plaza para participar en la Liga Europa 2019-20, pero al estar clasificado a través de su posición de liga para disputar la misma, la plaza recae sobre el cuarto clasificado pero este al no tener licencia de la UEFA, no puede disputar el torneo, recayendo sobre el quinto clasificado.

### Tabla de resultados cruzados
| Local \ Visitante | ATL | KŽA | STU | SŪD | TRA | ŽAL |
| ----------------- | --- | --- | --- | --- | --- | --- |
| Atlantas          | —   | 1–3 | —   | —   | 1–5 | —   |
| Kauno Žalgiris    | —   | —   | 1–2 | 1–1 | —   | —   |
| Stumbras          | 6–0 | —   | —   | 1–4 | 0–3 | —   |
| Sūduva            | 6–0 | —   | —   | —   | 1–0 | 1–2 |
| Trakai            | —   | 1–0 | —   | —   | —   | 0–1 |
| Žalgiris          | 0–0 | 5–2 | 2–0 | —   | —   | —   |

## Play-off de relegación
Será jugado entre el penúltimo clasificado de la liga y el subcampeón de la 1 Lyga 2018.
| Ida, 28 de octubre de 2018, 16:00 | Dainava | 0:3 (0:2) | Palanga                              | Alytaus stadionas, Alytus                                    |                                                              |
|                                   |         |           | - 15' 28' Aniefiok - 48' Dombrauskis | Asistencia: 1.520 espectadores Árbitro(s): Gediminas Mažeika | Asistencia: 1.520 espectadores Árbitro(s): Gediminas Mažeika |

| Vuelta, 3 de noviembre de 2018, 13:00 | Palanga | 2:0 (0:0 (Global 5:0) | Dainava | Gargždų stadionas, Gargždai       |                                   |
|                                       |         | Reporte               |         | Árbitro(s): Manfredas Lukjančukas | Árbitro(s): Manfredas Lukjančukas |

## Goleadores
| Pos. | Jugador            | Club            | Goles |
| ---- | ------------------ | --------------- | ----- |
| 1    | Liviu Antal        | Žalgiris        | 23    |
| 2    | Marcos Júnior      | Stumbras        | 17    |
| 3    | Donatas Kazlauskas | Atlantas/Trakai | 12    |
| 4    | Ogana Louis        | Žalgiris        | 11    |
| 5    | Gerson Acevedo     | Sūduva          | 10    |